# Barnsdale
Barnsdale, ou forêt de Barnsdale (en anglais : Barnsdale Forest), est une région du sud et de l'ouest du Yorkshire, en Angleterre.
La zone fait partie des quartiers modernes du District métropolitain de Doncaster et de la Cité de Wakefield.
Barnsdale faisait partie du West Riding of Yorkshire, une subdivision historique du Yorkshire.
Barnsdale se trouve dans les environs immédiats au nord et au nord-ouest de Doncaster, et qui était autrefois boisé et un lieu de chasses royales.
Dans le folklore, la forêt de Barnsdale soit également le repaire du hors-la-loi Robin des Bois dans les premières ballades qui lui ont été consacrées.